# Shawville
Shawville est une municipalité du Québec (Canada) située dans la municipalité régionale de comté du Pontiac et la région administrative de l'Outaouais.

## Géographie
Le territoire de cette municipalité outaouaise est entièrement enclavé dans celui de la municipalité du canton de Clarendon, à 30 km au sud-est de Fort-Coulonge.

### Municipalités limitrophes
Shawville est enclavée dans la municipalité de Clarendon.

## Histoire
À la fin des années 1860, un groupe de citoyens de Clarendon Centre, sous la direction de James Shaw, se séparent de la municipalité du canton de Clarendon. Bien que l'on ait songé à dénommer le nouvel établissement Daggville, du nom d'une famille pionnière, on opta pour Shawville après que James Shaw eut promis de faire don de 0,8 ha de terre à la nouvelle municipalité.
Premier maître de poste de l'endroit de 1856 à 1877, James Shaw (1818-1877) arrive dans le canton de Clarendon en 1843. La municipalité est officiellement établie en 1874 et peuplée de colons irlandais protestants.
Sur le plan religieux, une église méthodiste était bâtie à cet endroit en 1835, tandis que la paroisse catholique de Saint-Alexandre-de-Clarendon était érigée canoniquement en 1840. Celle-ci prendra peu après le nom de Sainte-Mélanie, puis de Saint-Jacques-le-Majeur en 1917.

## Démographie
| 1991  | 1996  | 2001  | 2006  | 2011  | 2016  | 2021  |
| ----- | ----- | ----- | ----- | ----- | ----- | ----- |
| 1 591 | 1 632 | 1 582 | 1 587 | 1 664 | 1 587 | 1 668 |

Au niveau des langues, Shawville se classe 3ème ville la plus anglophone du Québec pour le nombre de personnes capable de tenir une conversation en anglais avec 99,4% de la population, seulement devancé par le village voisin de L'Isle-Aux-Allumettes (99,6%) et Bonne-Espérance (100%).

## Administration
Les élections municipales se font en bloc pour le maire et les six conseillers.
| Shawville Maires depuis 2001                                                                                         |                       |         |          |
| Élection | Maire                 | Qualité | Résultat |
| 2001 | Albert Armstrong      |         | Voir     |
| 2005 | Albert Armstrong      | Voir    |          |
| 2009 | Albert Armstrong      | Voir    |          |
| 2013 | Sandra A. Murray      |         | Voir     |
| 2017 | Sandra A. Murray      | Voir    |          |
| 2021 | Bill William McCleary |         | Voir     |
| Élection partielle en italique Depuis 2005, les élections sont simultanées dans toutes les municipalités québécoises |                       |         |          |

## Personnalités liées
- Murph Chamberlain (1915-1986) joua dans la LNH pour les Maple Leafs de Toronto, le Canadien de Montréal, les Americans de Brooklyn et les Bruins de Boston de 1937 à 1949. Il fut membre de l'équipe des Canadiens de Montréal qui remporta la Coupe Stanley en 1944 et 1946.
- Frank Finnigan, né le 9 juillet 1903, surnommé "The Shawville Express", fut le premier capitaine des Sénateurs et passa 10 saisons avec les Sénateurs d'Ottawa (1923-1931; 1932-1934). Il joua un rôle dans le retour de la franchise dans la LNH en 1992. Après sa retraite, il fut propriétaire de l'hôtel Clarendon à Shawville, et ce, jusqu'en 1980. Son chandail numéro 8 fut retiré par les Sénateurs après sa mort, le 25 décembre 1992.
- Bryan Murray, directeur-général et ancien entraîneur-chef des Sénateurs d'Ottawa.
- Terry Murray, frère Bryan Murray, entraîneur dans la LNH.